# Aorangia isolata
Aorangia isolata là một loài nhện trong họ Amphinectidae. Loài này phân bố ở New Zealand.